# Primoco One
Primoco One — це безпілотний літальний апарат (БПЛА) для цивільного використання, розроблений і виготовлений у Чехії. Його перший політ відбувся в липні 2015 року, а повне виробництво UAV Model One 100 почалося в січні 2016 року.

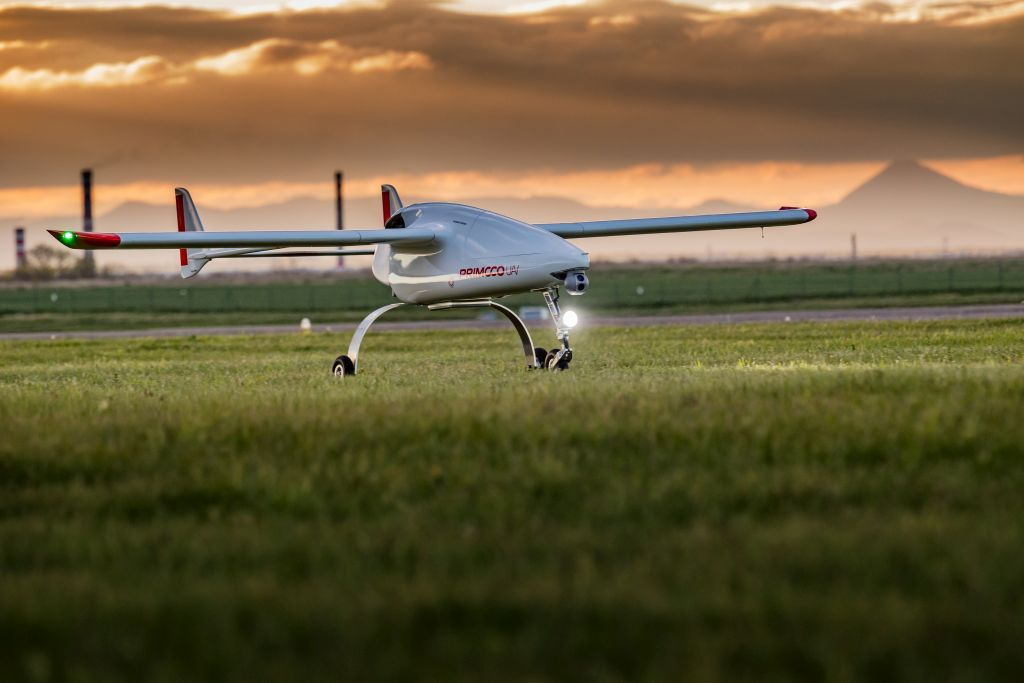
Primoco One 150

Його в основному використовують у цивільних повітряних операціях, починаючи від захисту кордонів і безпеки до моніторингу трубопроводів і віддаленого управління інфраструктурою. Літак має нерухому конструкцію крила, що забезпечує збільшену дальність польоту та надійність у несприятливих погодних умовах.

## Експлуатація та контроль
БПЛА управляється з наземної станції управління. Ним можна керувати вручну або працювати в повністю автоматичному режимі, де попередньо запрограмовані маршрутні точки дозволяють автоматичний зліт, політ і посадку. Літак також має додаткові режими безпеки, які дозволяють йому повернутися на базу або приземлитися в безпечній зоні, якщо зв'язок втрачено або виникли несправності.
БПЛА має транспондер режиму S, який дозволяє інтегрувати траєкторію його польоту в звичайний цивільний повітряний простір без спеціального дозволу. Обладнання та літальні апарати можна перевозити в легкому фургоні.

## Зв'язок і моніторинг
Захищений зв'язок через радіо- або супутникове з'єднання Inmarsat вбудовано для безперервної передачі відео та показань датчиків на наземну станцію. Бортові датчики включають інфрачервоні камери, оптичні камери, радар / лідар та інші відповідно до вимог оператора.

## Технічні характеристики
- Екіпаж: 0
- Розмах крил : 4,9 м
- Довжина: 3,7 м

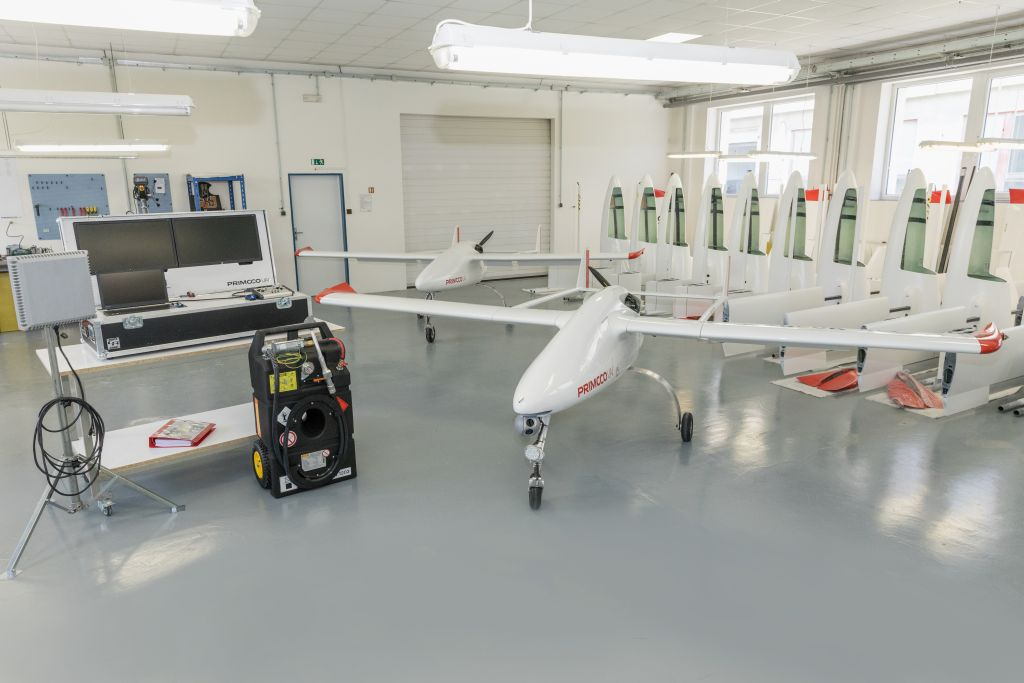
БПЛА Primoco та наземна станція керування

- Максимальна злітна вага : 100/150 кг
- Двигун однопоршневий 20/50 к.с
- Композитна конструкція
- Крейсерська швидкість : 100—150 км/год
- Максимальна відстань: 1500 км
- Витривалість: 10 годин
- Корисне навантаження : 1 — 50 кг
- Довжина зльоту/посадки: 300 м

## Обладнання
- Оптичні камери
- Інфрачервоні камери
- Лідар

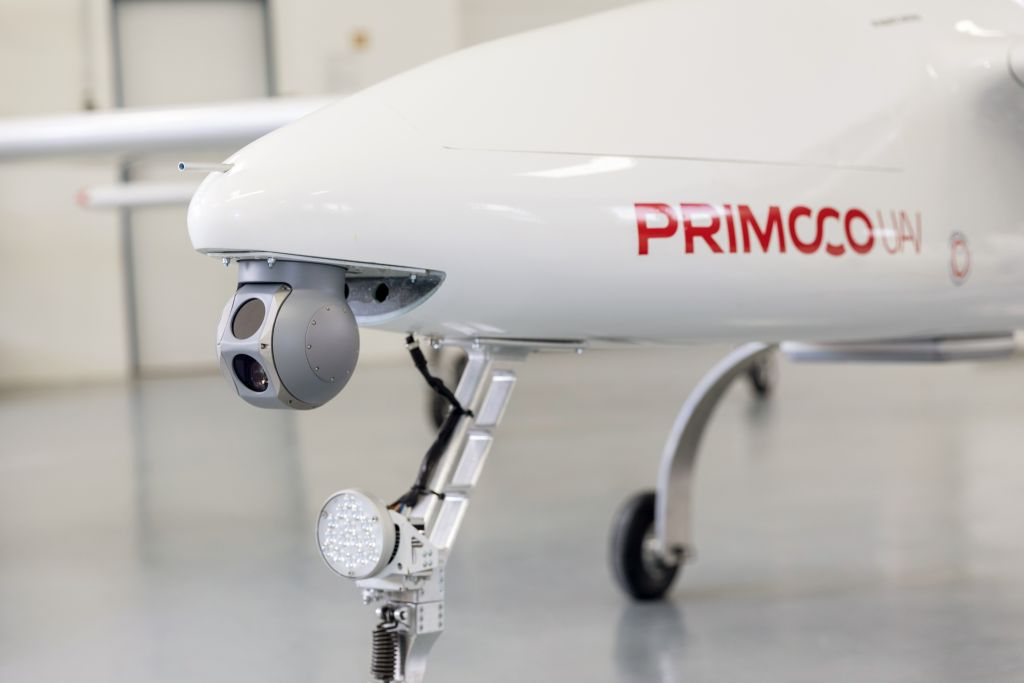
БПЛА Primoco і камера DST OTUS U135

- Мультиспектральна/ гіперспектральна камера
- Транспондер режиму S
- Джерело живлення 12/24 В
- Зашифрований зв'язок (радіо або Inmarsat)

## Експлуатація
У 2022 Люксембург передав Україні шість безпілотних літальних апаратів “Primoco One 150”.

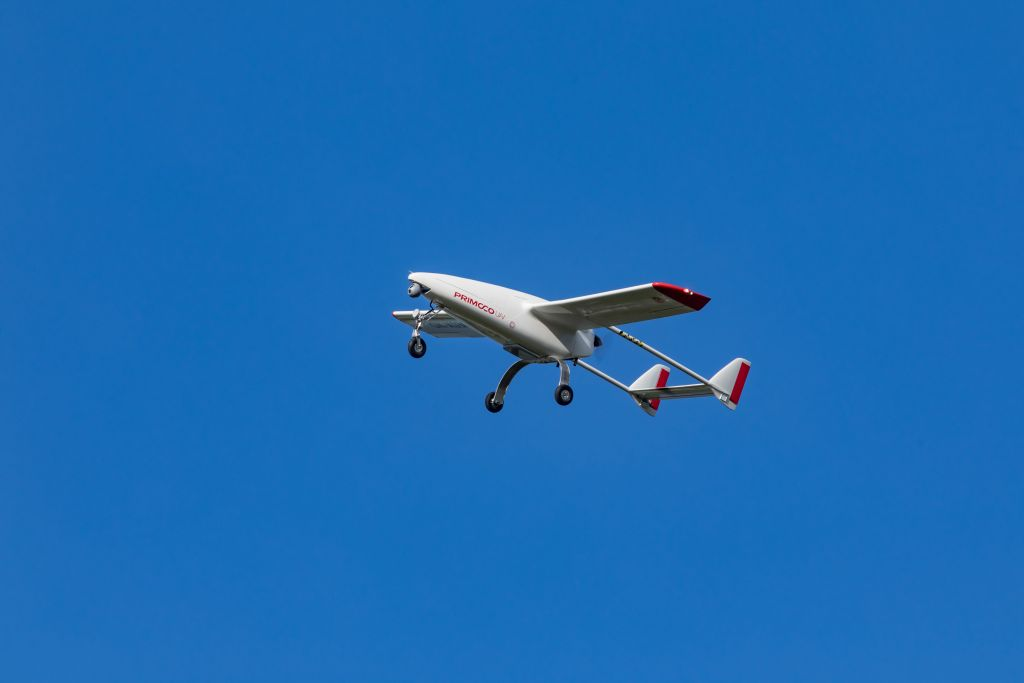
БПЛА Primoco